# 基赫皮內奇火山

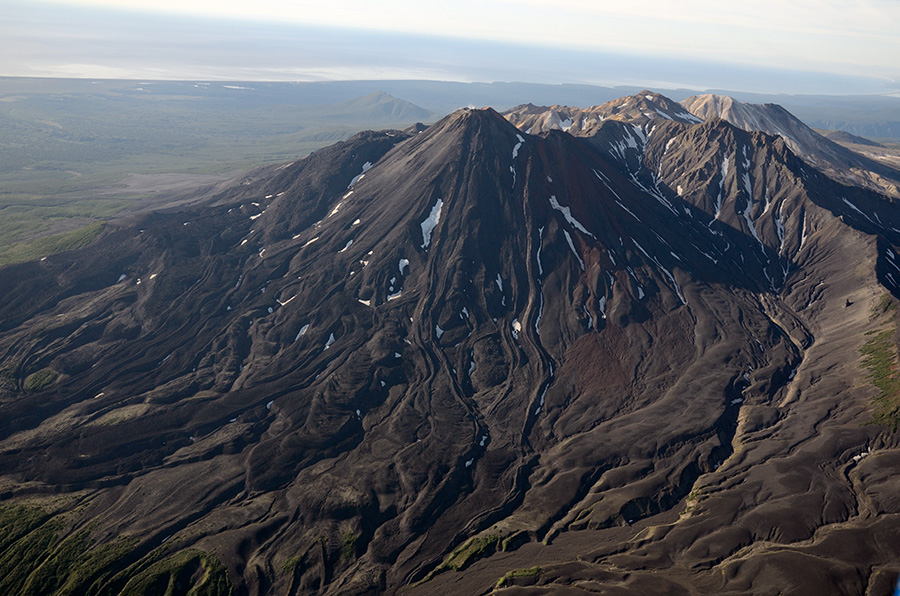

基赫皮內奇火山是俄羅斯的火山，位於堪察加半島東部，海拔高度1,552米，火山口直徑75米、深30米，最近一次火山噴發在公元1550年左右發生。